# Nephrotoma cinereifrons
Nephrotoma cinereifrons är en tvåvingeart som beskrevs av Edwards 1933. Nephrotoma cinereifrons ingår i släktet Nephrotoma och familjen storharkrankar. Inga underarter finns listade i Catalogue of Life.